# Chiesa della Madonna della Misericordia (Montelaterone)
La chiesa della Madonna della Misericordia si trova a Montelaterone, nel comune di Arcidosso.

## Storia e descrizione
Nota anche come chiesa della Madonna delle Grazie, fu realizzata intorno al 1664 e restaurata nel 1907.
Nel prospetto a capanna si apre un portale architravato che immette in un ambiente affrescato da Francesco e Giuseppe Nicola Nasini, con la Madonna della Misericordia e i santi Antonio abate, Pietro, Bartolomeo e Giacomo e una Pietà datata 1664.